# Natália do Vale
Pour les articles homonymes, voir Vale.
Maria Natália Ferreira do Vale, née le 6 mars 1953 à Floriano, est une actrice brésilienne.

## Filmographie
- 1975 - Gabriela : Aurora
- 1975 - A Moreninha : Mademoiselle Aimée
- 1976 - Saramandaia : Dora
- 1980 - Água-Viva : Márcia Mesquita
- 1981 - Danse avec moi : Lúcia Toledo Fernandes
- 1982 - Sétimo Sentido : Sandra Rivoredo
- 1982 - Final Feliz : Débora Brandão
- 1984 - Transas e Caretas : Marília Braga
- 1986 - Cambalacho : Andréa Pereira Souza e Silva
- 1987 - O Outro : Laura Della Santa
- 1989 - Que Rei Sou Eu? : Suzanne Webert
- 1993 - Olho no Olho : Débora
- 1995 - A Próxima Vítima : Helena Ribeiro
- 1996 - Sai de Baixo : Amelinha Berniê de Carvalho
- 1997 - L'amour est dans l'air : Júlia Schneider
- 1998 - Tour de Babel : Lúcia Prado
- 2000 - Aquarela do Brasil : Dulce
- 2003 - Femmes amoureuses : Sílvia Ferreira Lobo
- 2004 - Carga Pesada : Maria
- 2004 - Começar de Novo : Letícia Pessoa Karamazov
- 2006 - Le Roman de la vie : Carmem Fragoso Martins de Andrade
- 2007 - O Segredo da Princesa Lili : Rainha
- 2008 - Faça sua História : Passageira
- 2008 - Negócio da China : Dra. Júlia Dumas
- 2009 - Sauvée par l'amour : Ingrid Guimarães Machado
- 2011 - Passions Mortelles (Insensato Coração) : Wanda Brandão
- 2012 - Salve Jorge : Aída Flores
- 2014 - Em Família : Chica (Francisca Fernandes)